# Cantón de León Cortés Castro
León Cortés Castro es el cantón número 20 de la Provincia de San José, Costa Rica. Está localizado hacia el sureste de San José, en la denominada Zona de los Santos. Se encuentra dividido en 6 distritos.
Limita al este con los cantones de Tarrazú y Dota, al norte con Desamparados, al sur con Tarrazú, y al oeste con Aserrí. Fue fundado el 29 de marzo de 1962. Su cabecera es el distrito de San Pablo.
Localizado en una de las áreas cafetaleras por excelencia del país, León Cortés Castro es uno de los cantones con mayor producción agrícola de café de Costa Rica para la exportación y consumo nacional, el cual destaca por su calidad amparada con una Denominación de Origen Protegida. Existe, además, presencia de actividades industriales relacionadas con este cultivo. Además, León Cortés Castro es parte de lo que se conoce como la Ruta de los Santos, zona de importancia turística dado el buen clima, la presencia de ríos, cataratas, valles, montañas, hermosos paisajes y el turismo rural relacionado con el cultivo del café.

## Bandera
La bandera del cantón se constituye de dos franjas horizontales, verde la franja superior, amarillo la franja inferior. Sin embargo, no es una bandera oficial ya que estos colores representaron desde un principio al equipo de fútbol La Pableña de Segunda División de Costa Rica y Liga Nacional de Fútbol Aficionado

## Toponimia
El nombre del cantón hace referencia a León Cortés Castro, Presidente de Costa Rica entre 1936 y 1940; es en homenaje y agradecimiento a dicho mandatario, por las múltiples obras y servicios que realizó en beneficio de esta comunidad. 
León Cortés Castro fue un Benemérito de la Patria que nació en Alajuela el 8 de diciembre de 1882 y falleció en Santa Ana el 3 de marzo de 1946.

## Historia
Los primeros pobladores que llegaron a la región, en la segunda mitad del siglo pasado, fueron vecinos de la hoy ciudad de Guadalupe, del cantón de Goicoechea; entre los cuales estaba Manuel Castro Blanco, hombre emprendedor que puso todo su empeño en el desarrollo del incipiente poblado. La actual ciudad cabecera del cantón, se bautizó en aquellos años con el nombre de San Pablo, no sólo en honor al santo sino también de Pablo Castro, padre de Manuel Castro Blanco.
La primera ermita se construyó en 1879; siendo su primer sacerdote David Vargas. Durante el arzobispado de monseñor Carlos Humberto Rodríguez Quirós, cuarto arzobispo de Costa Rica, en el año de 1972, se erigió la parroquia, dedicada a San Pablo Apóstol; actualmente es sufragánea de la diócesis de San Isidro de El General, de la provincia eclesiástica de Costa Rica.
La primera casa escuela se estableció en 1880, localizada al costado sur de la actual iglesia, fue de adobes y madera. Posteriormente, el 15 de septiembre de 1921, se bautizó con el nombre de Manuel Castro Blanco. El presente edificio se inauguró en 1951, en el gobierno de Otilio Ulate Blanco. El Colegio Técnico Profesional Industrial León Cortés Castro, inició sus actividades docentes en 1975, en la administración de Daniel Oduber Quirós.
La cañería se inauguró en 1936, en el tercer gobierno de Ricardo Jiménez Oreamuno.
En ley N.º 2139, de 19 de junio de 1957, en la primera administración de José Figueres Ferrer, se convocó a plebiscito a los vecinos de los distritos San Pablo, San Andrés, San Rafael de Llano Bonito, San Isidro y Santa Cruz, y sus respectivos caseríos, para que decidieran si estaban de acuerdo con la segregación del cantón de Tarrazú y con la creación del nuevo cantón de León Cortés Castro.
El comité en pro de la creación del cantón y por tanto fundador de dicho cantón estaba compuesto por Narcizo Castro Mora, Luis Rodríguez y Carlos Luis Bonilla, mismo que fue iniciado por un poblador de San Pablo llamado Rigo Solís. 
Posteriormente, en el gobierno de Francisco José Orlich Bolmarcich, el 12 de junio de 1962, en decreto ejecutivo N.º 11, se le otorgó el título de villa a la población del San Pablo, cabecera del cantón. Luego el 6 de diciembre de 1963, se promulgó la ley N.º 3248, que le confirió a la villa, la categoría de ciudad.
El 1° de julio de 1962 se celebró la primera sesión del Concejo de León Cortés Castro, integrado por los regidores propietarios, señores Carlos Saures Araya, presidente; Abdenago Abarca Portuguez, vicepresidente; Carlos Harg Guzmán. El secretario municipal fue don Jorge Chinchilla Barrantes y el jefe político don Jerónimo Valverde Monge.
El Tribunal Supremo de Elecciones de Costa Rica en una resolución del 29 de marzo de 1962, proclamó los resultados de un plebiscito en el mes anterior, que creó el cantón como el número 20 y último a la fecha de la provincia de San José. León Cortés Castro fue, por lo tanto, segregado de su vecino Tarrazú al que estuvo unido por casi 100 años, desde 1868.
Un decreto ejecutivo el 12 de junio de 1962 demarcó los límites  de los cantones circundantes de Aserrí, Tarrazú, Dota y Desamparados.

## Leyes decretos de creación y modificaciones
- Resolución 131 del Tribunal Supremo de Elecciones de 29 de marzo de 1962 (se declara que el resultado de plebiscito celebrado el 4 de febrero de 1962, es favorable a la creación de este cantón)
- Decreto Ejecutivo 11 de 12 de junio de 1962 (límites con los cantones Aserrí, Tarrazú, Dota y Desamparados. división distrital del cantón)
- Ley 3248 de 6 de diciembre de 1963 (título de ciudad para la villa San Pablo)
- Decreto Ejecutivo 24769-G de 7 de noviembre de 1995 (creación del distrito San Antonio)

## Geografía
Cantón de León Cortés Castro cuenta con un área de 121,89 km² y una altitud media de 1537 m s. n. m.
Es el cantón más pequeño de dicha la Zona de los Santos, aunque es el más densamente poblado.
La anchura máxima es de veintiún kilómetros en dirección noreste a suroeste, desde unos dos kilómetros al este del poblado Cedral, camino a villa Jardín, en el cantón de Dota, hasta la confluencia del río Pirrís y la quebrada Delicias.

## Distritos
León Cortés Castro se divide en seis distritos:
1. San Pablo
2. San Andrés
3. Llano Bonito
4. San Isidro
5. Santa Cruz
6. San Antonio

## Demografía
Para el año 2022, Cantón de León Cortés Castro cuenta con una población estimada de 13 553 habitantes, y para el último censo efectuado, en 2011, Cantón de León Cortés Castro contaba con una población de 12 200 habitantes.
De acuerdo al censo nacional del 2011, la población del cantón era de 12 200 habitantes, de los cuales, el 4,1 % nació en el extranjero. El mismo censo destaca que había 3377 viviendas ocupadas, de las cuales, el 57.6 % se encontraba en buen estado y había problemas de hacinamiento en el 2.6% de las viviendas. El 40,5% de sus habitantes vivían en áreas urbanas.
Entre otros datos, el nivel de alfabetismo del cantón es del 96,6%, con una escolaridad promedio de 6,4 años.
El mismo censo detalla que la población económicamente activa se distribuye de la siguiente manera:
- Sector Primario: 51,6%
- Sector Secundario: 11,0%
- Sector Terciario: 37,4%

Para el año 2012 presentaba un índice de desarrollo humano de 0.696 según el Programa de las Naciones Unidas para el Desarrollo.

## Gobierno Local

### Alcaldía
El 4 de febrero de 2024, en las Elecciones municipales de Costa Rica de 2024, fue electo como Alcalde Juan Manuel Quirós Sánchez, del partido Frente Amplio, asumiendo el cargo el 1 de mayo del mismo año. Sus vicealcaldes son Leny Mora Ureña y Octavio Gamboa Gamboa.
Alcaldes desde las elecciones de 2002.
| Periodo   | Nombre                     | Partido |
| --------- | -------------------------- | ------- |
| 2002-2006 | Sergio Picado Garro        | PUSC    |
| 2006-2010 | Leonardo Quesada Durán     | PLN     |
| 2011-2016 | Leonardo Quesada Durán     | PLN     |
| 2016-2020 | Jorge Denis Mora Valverde  | PLN     |
| 2020-2024 | Jorge Denis Mora Valverde  | PLN     |
| 2024-2028 | Juan Manuel Quirós Sánchez | FA      |

### Regidurías
| Partido | Propietarios                      | Suplentes                       |
| ------- | --------------------------------- | ------------------------------- |
| FA      | Zahira Torres Solano (Presidenta) | Marjorie Bonilla Ureña          |
| FA      | Rony Durán Mora                   | Marvin Piedra Gamboa            |
| FA      | Vanessa Piedra Gutierrez          | Daisy Alejandra Camacho Camacho |
| PLN     | Sergio Valverde Meza              | José Antonio Rivera Mora        |
| PLN     | Byanca Nazareth Ureña Castro      | Ana María Durán Abarca          |

### Sindicaturas
Milcíades Alvarado
María Jeannette Mora García
Claudio Calderón Castro
Yendry Hernández Fonseca
Ericka Gamboa Jiménez
Lizanias Garro Mora

## Cultura

### Religión
La Parroquia de San Pablo Apóstol, perteneciente a la diócesis de San Isidro de El General. El templo católico del distrito cabecera San Pablo es el centro parroquial, fundada en 1975. Fue la primera parroquia en Costa Rica en implementar la Adoración Perpetua (24/7) en el año 2009.
El Distrito de San Andrés y algunos de sus caseríos pertenecen a la Arquidiócesis de San José, Parroquia de San Gabriel de Aserrí.

### Música
El cantón de León Cortés Castro es cuna de artistas, entre los cuales destacan artesanos, pintores, escultores, músicos, bailarines, cantantes, entre otras.
El Sistema Nacional de Educación Musical (SINEM) tiene su sede en el cantón en la cual decenas de niños y jóvenes de la Región de los Santos estudian, se preparan y ejecutan el arte musical con el apoyo de profesores aportados y respaldados por el Estado.
La Cimarrona y la Mascarada son un símbolo importante de la cultura, pues nunca faltan en las festividades más importantes celebradas en las diferentes comunidades de la Región de los Santos.

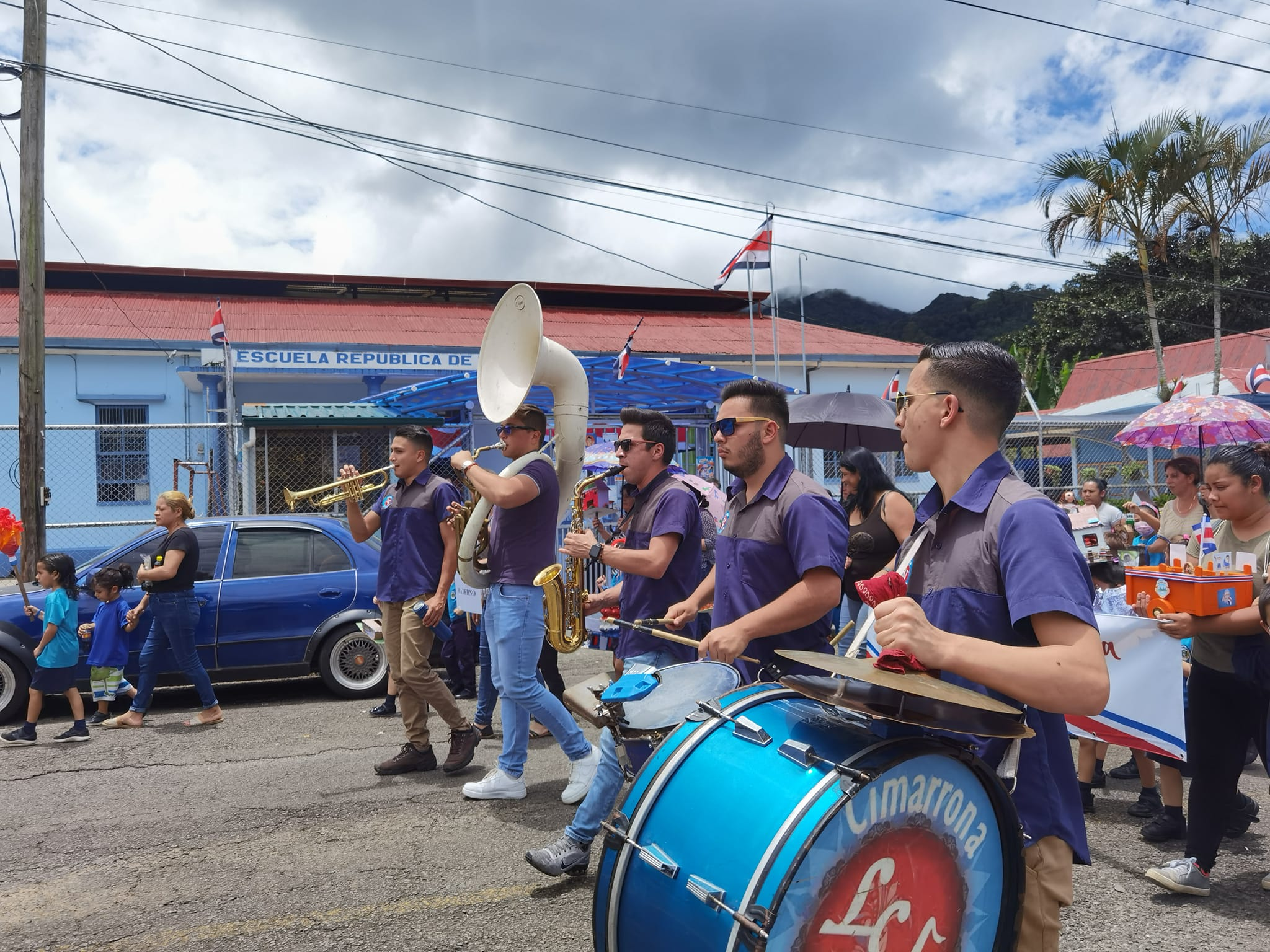

### Cultura del Café
El cantón, al integrar la Región de los Santos es el segundo cantón a nivel nacional en producir café. Pero, la caficultura va más allá de solo su producción ya que la actividad comercial, social y económica gira en torno a ella pues en los meses de cosecha (desde noviembre hasta marzo) el cantón es visitado por migrantes panameños y nicaragüenses, así como familias de otras partes del país que vienen a recolectar el grano de oro y por tanto incrementan las ventas y su participación íntegra en la sociedad.
La producción de café también implementa otras cadenas como cafeterías de alto prestigio y beneficios en donde los productos de la Zona dan cabida a la exquisita gastronomía y el barismo.

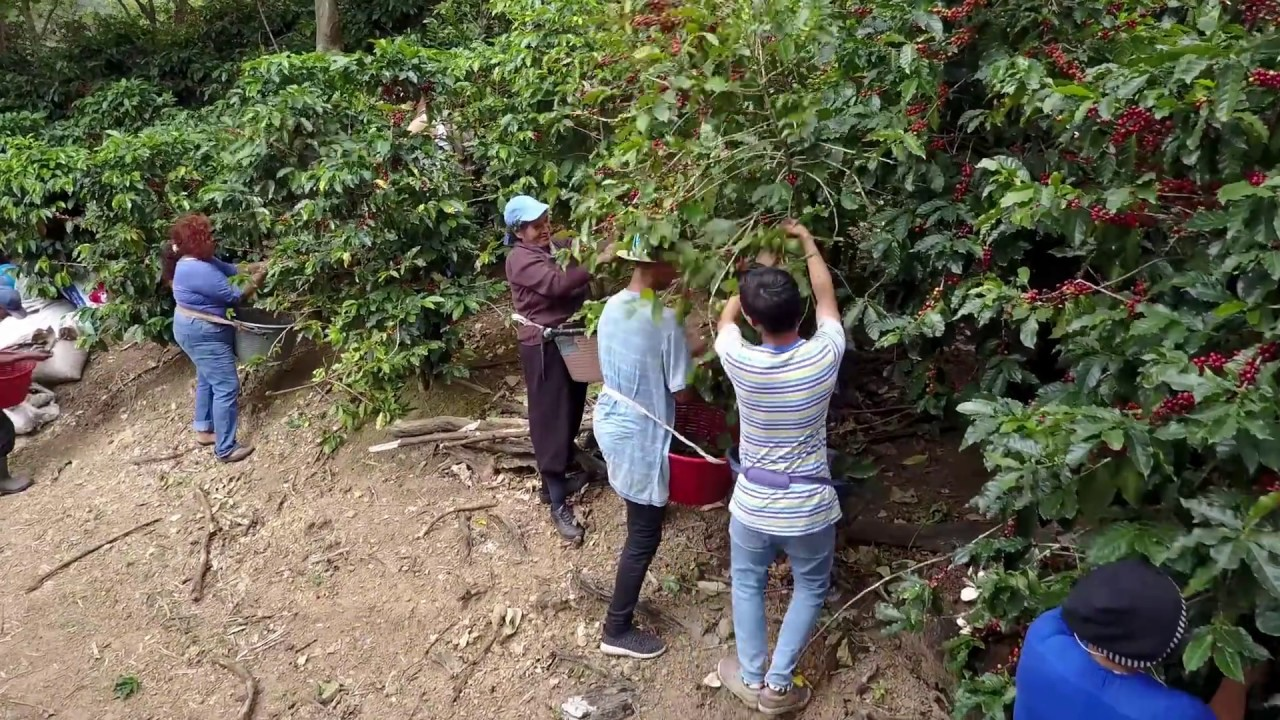

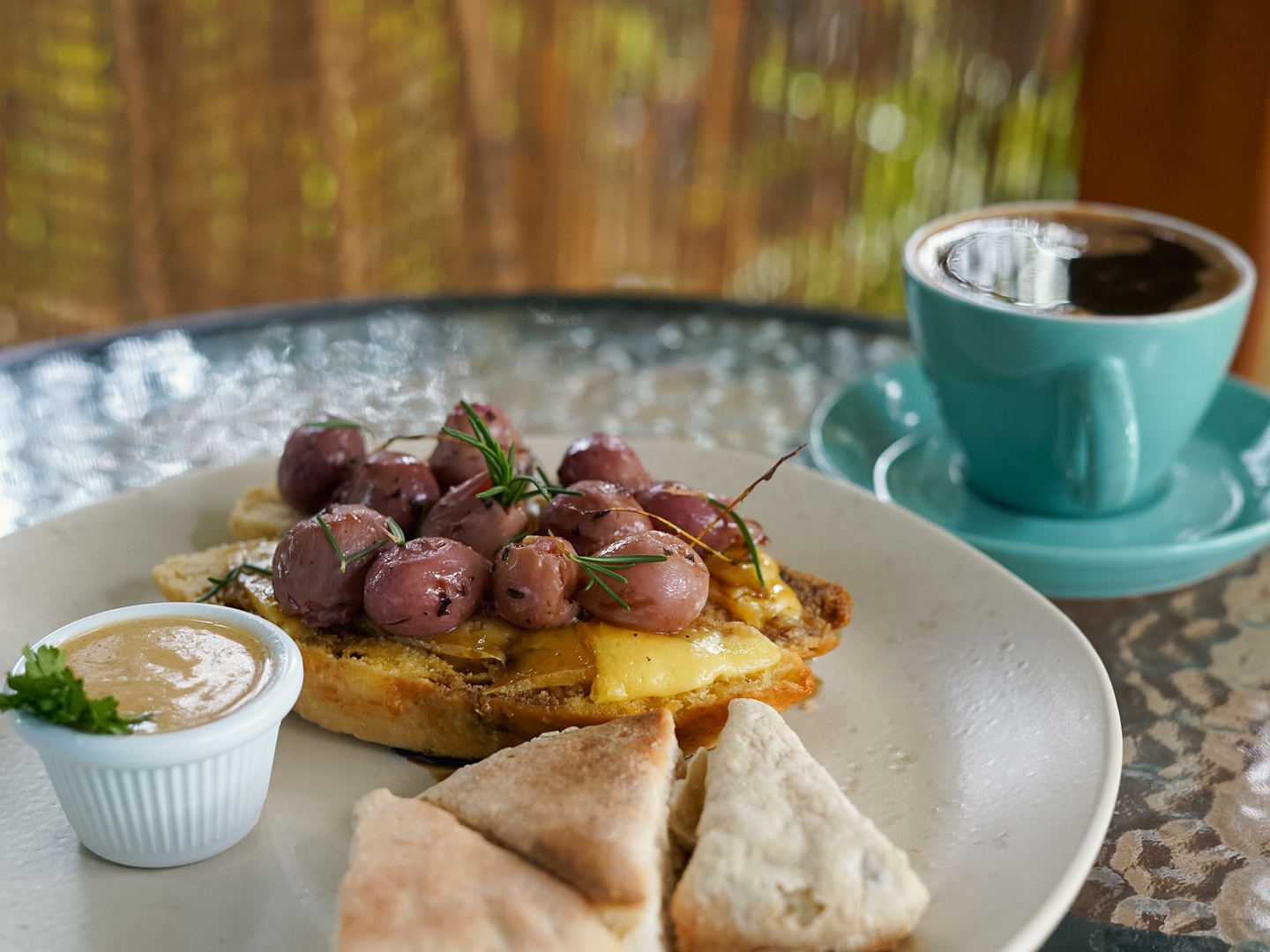

## Turismo y sitios importantes

### Represa Hidroeléctrica Pirrís
Uno de los Proyectos Hidroeléctricos del Instituto Costarricense de Electricidad más importantes, complejo y moderno que se encuentra ubicado entre los cantones de León Cortés Castro y el Cantón de Tarrazú. Es actualmente la represa más alta del país
El embalse es altamente visitado por personas de diferentes partes del país, en el cual realizan actividades de pesca, kayak, entre otras más.
Durante su etapa de construcción el proyecto hidroeléctrico colaboró con el progreso de varias comunidades ubicadas en la zona de influencia de la planta, en el cantón de León Cortés.

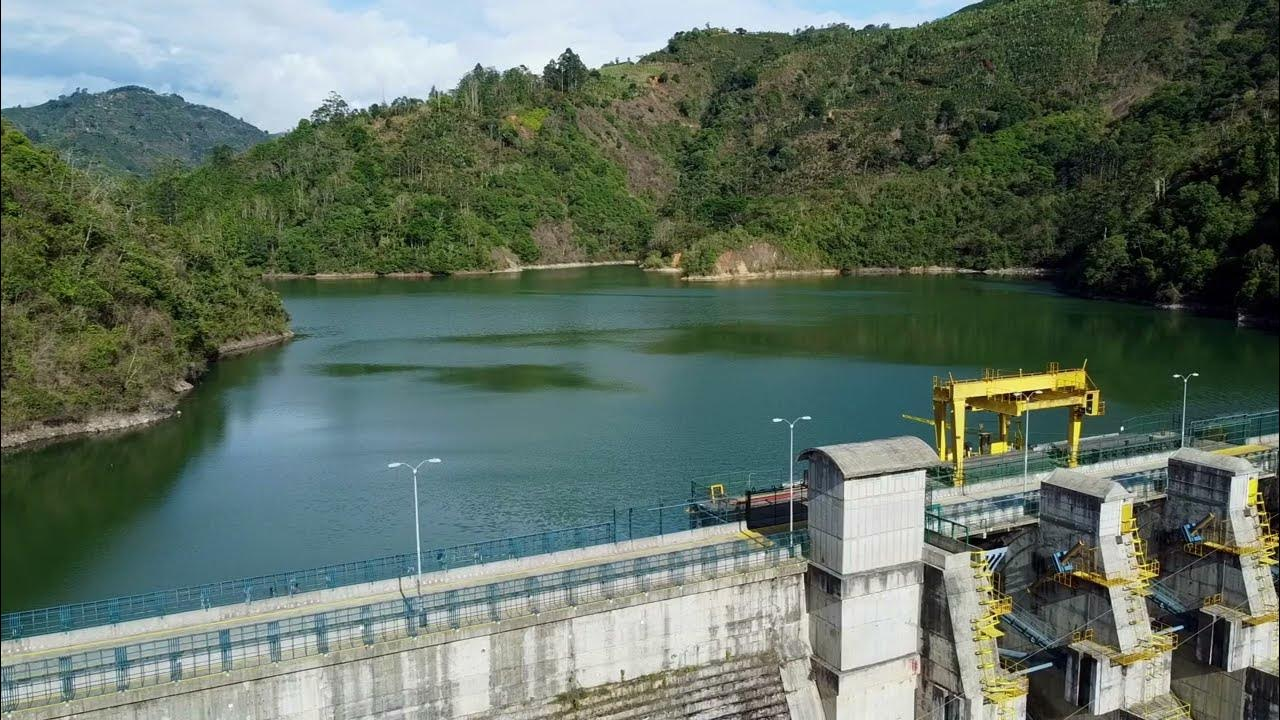
Represa Hidroeléctrica Pirrís: embalse y puente que comunica Llano Bonito de León Cortés con Tarrazú

### Monumento Natural Los Santos
Los cerros de León Cortés (Cerro Abejonal, Cerro el Casquillo y Cerro La Roca) son parte de la Reserva Forestal Los Santos y el Monumento Natural Los Santos.
Esta área cuenta con flora donde sobresalen especies forestales y plantas menores como: Quercus, Cornus, Papallillo, Magnolias, Podocarpus, Orquídeas, Bromelias, Hierbas, pastos naturales y en cuanto a la fauna, se identificaron 95 especies en 28 familias, principalmente avifauna, 20% de las especies observadas son endémicas de Costa Rica. También destaca durante todo el año la presencia de especies de aves migratorias. Además, se han dado avistamiento de mamíferos como la danta, puma, coyotes, jaraguandi perezosos, mapaches entre otros.
En el Cerro Abejonal se realizan diversos deportes como motocross, parapente, senderismo, mountain biking y campo traviesa.

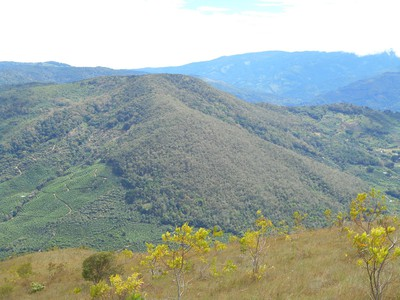
Monumento Natural los Santos

### Destinos la Lucha
Se trata de una hacienda ubicada en los cantones de Desamparados (Costa Rica) y León Cortés Castro, la cual conforma un santuario natural histórico por ser un lugar emblemático en la historia de Costa Rica.
En ella se encuentra el museo dedicado a José Figueres Ferrer (quien fuese propietario y fundador de la Hacienda, además de riqueza cultural histórica relacionada con la Guerra civil de Costa Rica de 1948.

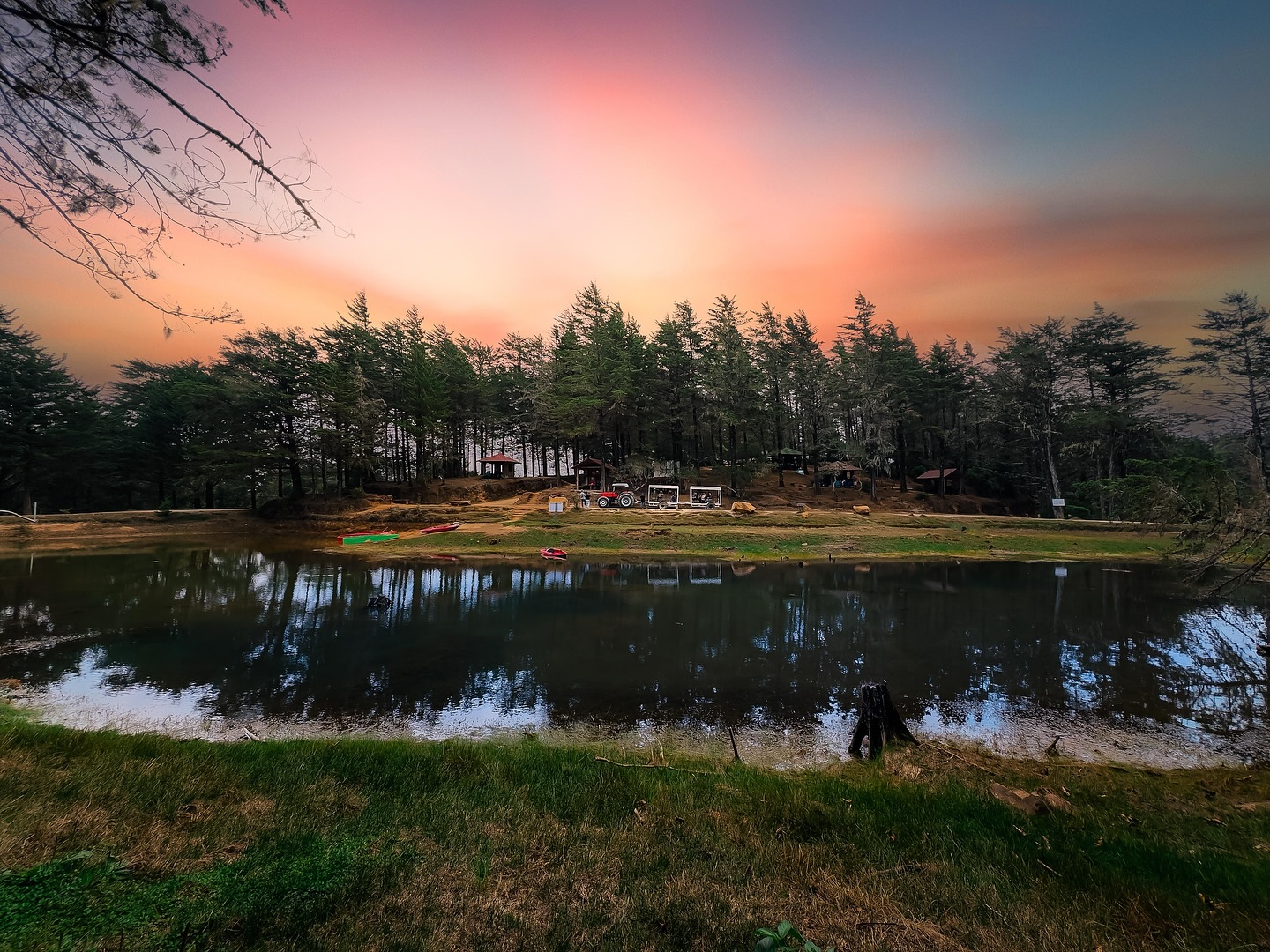
Laguna Muni en el distrito de Santa Cruz de León Cortés

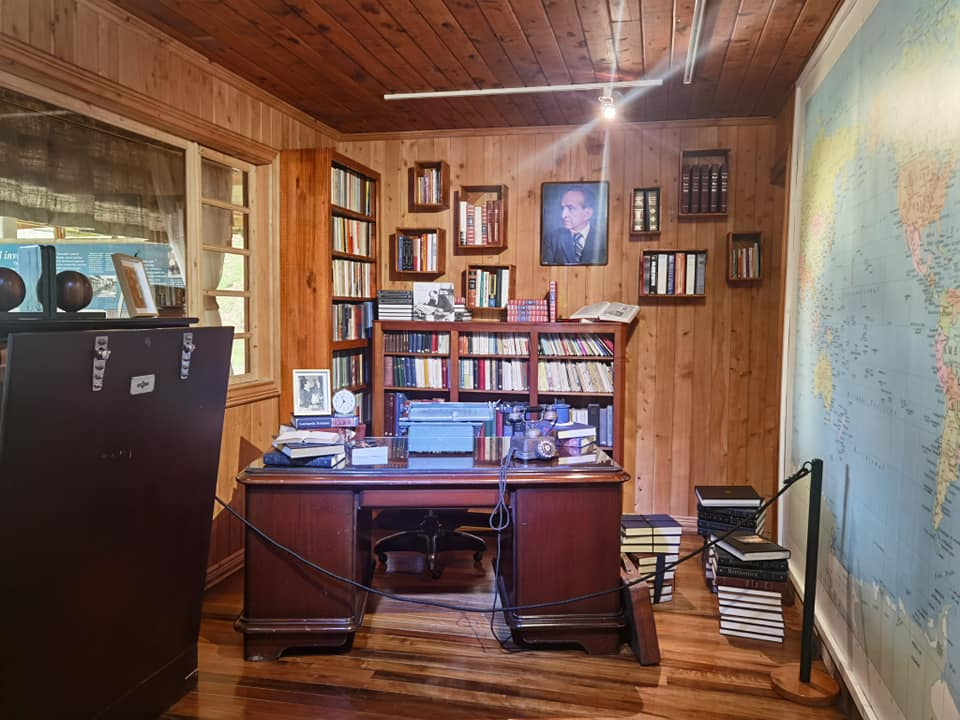
Museo José Figueres Ferres en Hacienda La Lucha